# Cartanova matrika
Cartanova matrika je v matematiki kvadratna matrika, ki ima celoštevilske elemente (glej definicijo). 
Imenuje se po francoskem matematiku Élieju Josephu Cartanu (1869–1951). Cartanove matrike je v okviru Liejevih algeber prvi proučeval nemški matematik Wilhelm Karl Joseph Killing (1847–1923).

## Definicija
Posplošena Cartanova matrika je kvadratna matrika {\displaystyle A=(a_{ij})\!\,} z elementi, ki so cela števila tako, da je:
- diagonalni elementi so enaki {\displaystyle a_{ii}=2\!\,}
- nediagonalni elementi imajo vrednosti {\displaystyle a_{ij}\leq 0\!\,}
- elementi {\displaystyle a_{ij}=0\!\,} samo, če in samo če je {\displaystyle a_{ji}=0\!\,}
- matriko {\displaystyle A\!\,} se lahko razčleni kot {\displaystyle DS\!\,}, kjer je {\displaystyle D\!\,} diagonalna matrika in {\displaystyle S\!\,} simetrična matrika.

## Značilnosti
Vedno se lahko izbere matriko {\displaystyle D\!\,} tako, da imajo diagonalni elementi pozitivne vrednosti. V tem primeru se matrikab{\displaystyle A\!\,} imenuje Cartanova matrika, če je v zgornji razčlembi matrika {\displaystyle S\!\,} pozitivno definitna.
Cartanova matrika v enostavni Liejevi algebri je matrika katere elementi so skalarni produkti:
{\displaystyle a_{ij}=2{(r_{i},r_{j}) \over (r_{i},r_{i})}\!\,,}
kjer je:
- {\displaystyle r_{i}\!\,} enostavni koren algebre